# Карасин (Прилісненська сільська громада)
Кара́син — село в Україні, у Прилісненській сільській громаді Камінь-Каширського району Волинської області. Населення становить 632 осіб.

## Історія села

Озеро Тросне

Князь Федір Санґушко володів селом Карасин, яке придбав у Петра Баєвського. За переказами, перші дві сім'ї оселилися на південному березі озера, яке в наш час майже повністю зникло. Риба і дичина були основними засобами для існування перших поселенців. Назва села походить від великого улову риби в озері, зокрема карася — Карасин. Перші згадки відносяться до середини XVI століття.

## Люди
- Богайчук Василь Панасович (1969—2024) — солдат Збройних Сил України, учасник російсько-української війни, помер 14 січня 2024 року.

## Населення
Згідно з переписом УРСР 1989 року чисельність наявного населення села становила 651 особа, з яких 298 чоловіків та 353 жінки.
За переписом населення України 2001 року в селі мешкало 628 осіб.

### Мова
Розподіл населення за рідною мовою за даними перепису 2001 року:
| Мова       | Відсоток |
| ---------- | -------- |
| українська | 99,84 %  |
| російська  | 0,16 %   |

## Пам'ятки

### Природи

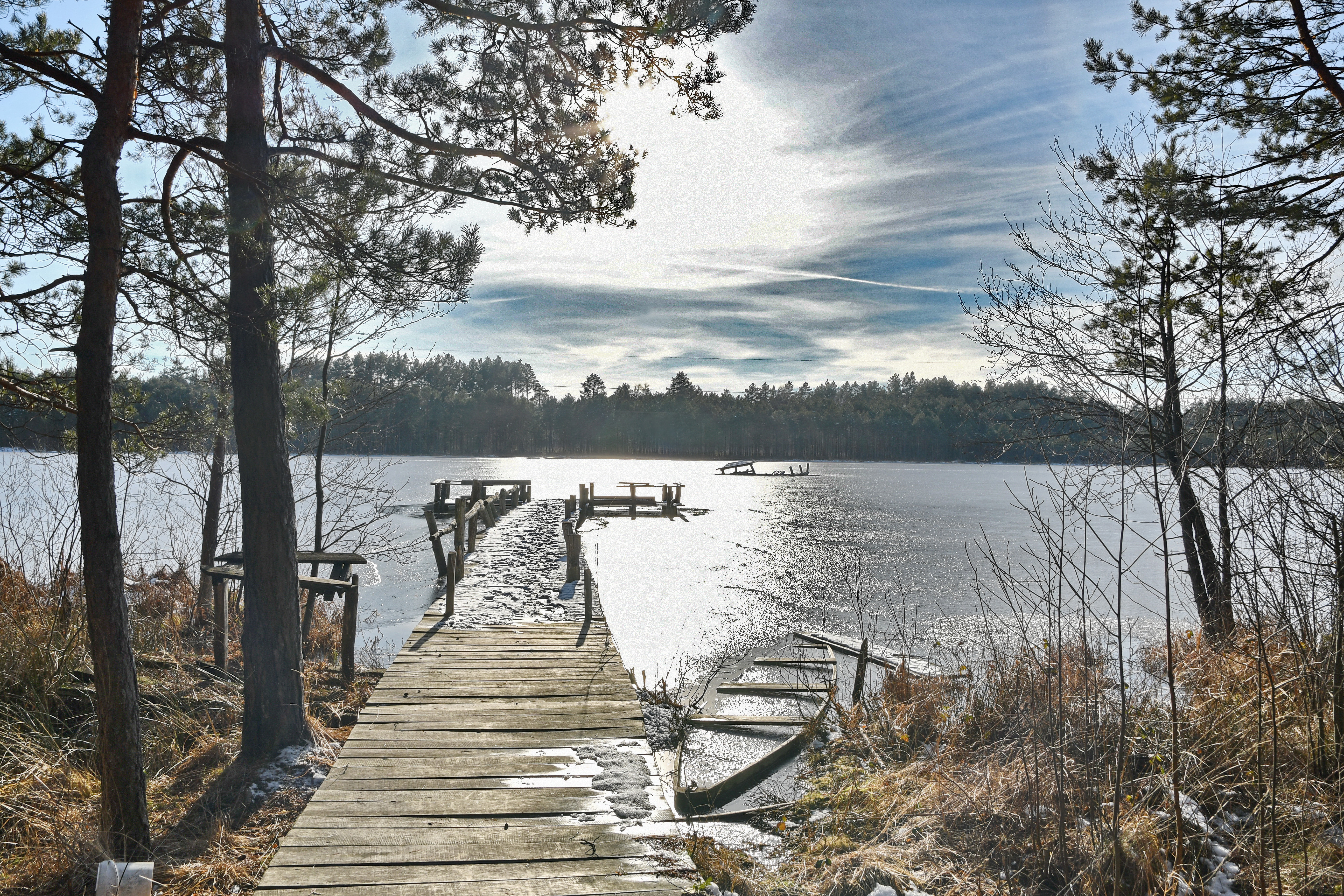
Озеро Святе

За два кілометри на північний захід від населеного пункту розкинулося мальовниче озеро Тросне. Влітку воно збирає на своїх берегах численну кількість відпочиваючих.
За 1 км на південь від озера Тросне знаходиться озеро Святе, неподалік якого розташована ботанічна пам'ятка природи «Болітце».

### Архітектури

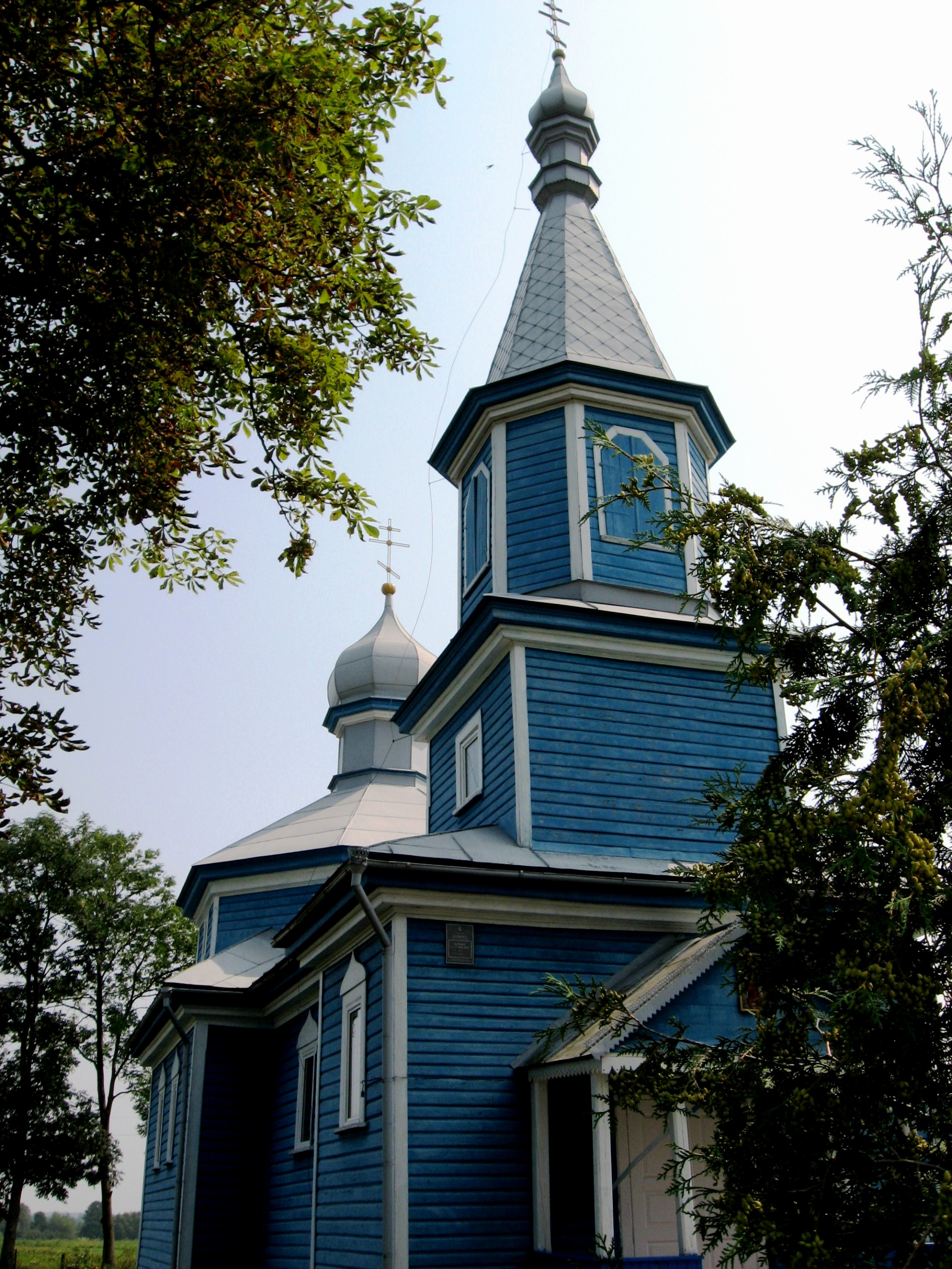
Свято-Михайлівська церква

Духовну та архітектурну цінність становить Свято–Михайлівський храм. Церква збудована в 1691 році. Дерев'яна, тризрубна, одноповерхова. Дзвіниця прибудована у 1882 році. Храм і дзвіниця збудовані в єдиному стилі. До загального плану входить вівтар з прибудованою паламаркою, центральна частина храму, притвор із дзвіницею. Основною окрасою є неординарний купол. В інтер'єрі церкви дерев'яна декоративна різьба XIX століття. Тут також є стародавні ікони та церковні книги.

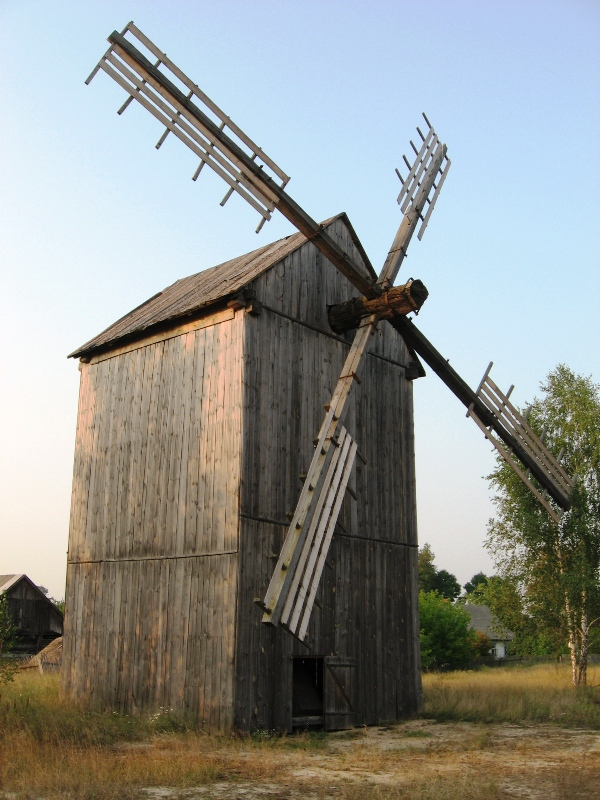
Вітряний млин

Неабияке зацікавлення у подорожуючих викличе вітряний млин. Млин був побудований відразу ж по закінченню німецько-радянської війни. Очолювали будівельні роботи Матвійчук Бенедикт та Сахнік Петро — в майбутньому працівники млина. Вітряк простої конструкції. Дуб, що використали для будівництва, був завезений з Ковеля і в діаметрі становив близько одного метра.
У 2005 році, за ініціативи місцевого голови, вітряк перенесений з північно-західної частини в центр села і частково відреставрований. Можливо, він знову буде діяти.

### Археології

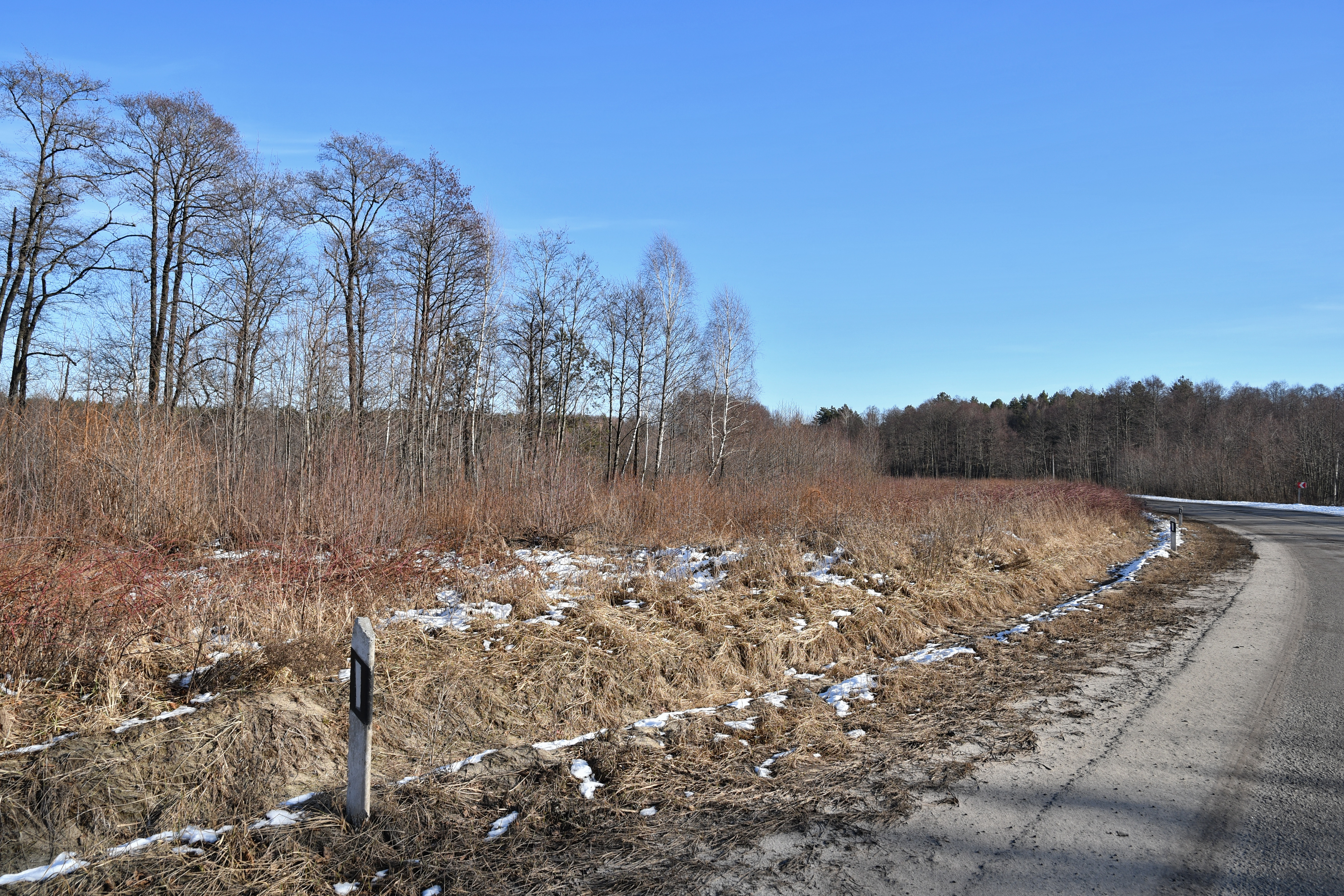
Карасин-1, поселення одношарове доби неоліту

За 2 км на північний захід від села на західному березі озера Тросне (висотою до 1,5 м) виявлено сліди поселення епохи неоліту. Пам’ятку виявлено Г.В. Охріменком і Д.Я. Телегіним 1977 року. На круглому дюнному підвищенні площею 100х60 м (у шарі ґрунту 5–15 см) зібрано тонку неолітичну кераміку з рослинною домішкою, крем’яні знаряддя: скребки, проколки, сокирки та ін.
Пам’ятка датується серединою V тис. до н. е. Вона наполовину зруйнована під час будівництва дороги Луцьк–Дольськ.